# EC 1.7.7
La EC 1.7.7 è una sotto-sottoclasse della classificazione EC relativa agli enzimi. Si tratta di una sottoclasse delle ossidoreduttasi che include enzimi che utilizzano donatori di elettroni contenenti azoto ed accettori contenenti cluster ferro-zolfo.

## Enzimi appartenenti alla sotto-sottoclasse
| numero EC  | nome accettato                 |
| ---------- | ------------------------------ |
| EC 1.7.7.1 | ferredossina-nitrito reduttasi |
| EC 1.7.7.2 | ferredossina-nitrato reduttasi |